# I-League 2nd Division
La I-League 2nd Division è il terzo livello del campionato indiano di calcio maschile.

## Storia
La prima partita è stata giocata il 25 marzo 2008 tra Mohammedan e Amity United. Dal 2008 al 2011 la lega è stata sponsorizzata dalla ONGC tant'è che il campionato si chiamava ONGC I-League 2nd Division.

### Terzo livello di campionato
Dopo il passaggio dell'Indian Super League come massima serie del campionato e la I-League come secondo livello, automaticamente la 2nd division passa ad essere il terzo livello del calcio indiano.

### Albo d'oro
| Stagione  | Squadra vincitrice | Città della squadra vincitrice       |
| --------- | ------------------ | ------------------------------------ |
| 2008      | Chirag United      | Calcutta                             |
| 2009      | Salgaocar          | Goa                                  |
| 2010      | ONGC               | Mumbai                               |
| 2011      | Shillong Lajong    | Shillong                             |
| 2012      | Utd Sikkim         | Gangtok                              |
| 2013      | Rangdajied Utd     | Mawngap-Mawphlang                    |
| 2014      | Royal Wahingdoh    | Shillong                             |
| 2015      | Aizawl             | Aizawl                               |
| 2015-2016 | Dempo              | Panaji                               |
| 2016-2017 | NEROCA             | Imphal, Manipur                      |
| 2017-2018 | Real Kashmir       | Srinagar, Jammu e Kashmir            |
| 2018-2019 | TRAU               | Imphal, Manipur                      |
| 2019-2020 | Mohammedan         | Calcutta, Bengala Occidentale        |
| 2020-2021 | AU Rajasthan       | Bhilwara, Rajasthan                  |
| 2022-2023 | Delhi              | Nuova Delhi, Delhi                   |
| 2023-2024 | Sporting Bengaluru | Bangalore, Karnataka                 |
| 2024-2025 | Diamond Harbour    | Diamond Harbour, Bengala Occidentale |
| 2025-2026 |                    |                                      |

### Capocannonieri
| Stagione  | Giocatore               | Squadra                      | Reti |
| --------- | ----------------------- | ---------------------------- | ---- |
| 2008      | Fredrick Okwagbe        | H.A.L.                       | 6    |
| 2009      | Badmus Babatunde        | Viva Kerala                  | 6    |
| 2010      | Badmus Babatunde        | ONGC                         | 4    |
| 2010      | Joy Ferrao              | Template:Calcio Vasco SC     | 4    |
| 2011      | Stanley Okoroigwe       | Template:Calcio Techno Aryan | 6    |
| 2012      | Daniel Bedemi           | Utd Sikkim                   | 11   |
| 2013      | Badmus Babatunde        | Rangdajied Utd               | 8    |
| 2013      | Hudson Lima Silva       | Bhawanipore                  | 8    |
| 2014      | Daniel Bedemi           | Bhawanipore                  | 8    |
| 2015      | Ajay Singh              | Lonestar Kashmir             | 11   |
| 2015-2016 | Felix Chidi Odili       | Dempo                        | 7    |
| 2015-2016 | Atinder Mani            | Lonestar Kashmir             | 7    |
| 2016-2017 | Odafa Okolie            | Southern Samity              | 9    |
| 2016-2017 | Felix Chidi Odili       | NEROCA                       | 9    |
| 2017-2018 | Robert de Souza Ribiero | Ozone                        | 10   |
| 2018-2019 | Phillip Adjah           | Mohammedan                   | 10   |
| 2018-2019 | Princewell Emeka        | TRAU                         | 10   |
| 2020      | Syed Shoaib Ahmed       | ARA                          | 7    |
| 2020      | Ekombong Victor Philip  | Garhwal                      | 7    |
| 2021      | Anwar Ali               | Delhi                        | 4    |
| 2022-2023 | Irfan Yadwad            | Bengaluru United             | 12   |
| 2023-2024 | Thomyo L Shimray        | Sporting Bengaluru           | 11   |
| 2024-2025 | Akshunna Tyagi          | Bengaluru United             | 8    |
| 2025-2026 |                         |                              |      |